# Horácká aréna
Horácká aréna je rozestavěná multifunkční aréna, nacházející se v Jihlavě. Aréna se staví na místě, kde stával Horácký zimní stadion. Arénu bude využívat ke svým domácím zápasům hokejový klub HC Dukla Jihlava, který hraje 1. českou hokejovou ligu. Předpokládaná cena výstavby činí 1,9 miliardy korun bez DPH. Stavba byla slavnostně zahájena 28. července 2023. Aréna s kapacitou 5 750 diváků (lední hokej) a 7 000 diváků (ostatní akce) by měla být otevřena na podzim 2025.